# Running Horse
Running Horse è un album dei Poco, pubblicato dalla Drifter's Church Productions Records nel 2002. I brani dell'album furono registrati al Jack's Place ed al Mike's Place di Nashville, Tennessee (Stati Uniti).

## Tracce
1. One Tear at a Time – 3:02 (Rusty Young)
2. Every Time I Hear That Train – 4:20 (Paul Cotton)
3. If Your Heart Needs a Hand – 4:59 (Rusty Young)
4. Never Loved... Never Hurt Like This – 3:48 (Jack Sundrud)
5. Forever – 3:31 (Rusty Young)
6. Never Get Enough – 3:05 (David James, Craig Bickhardt, Jack Sundrud)
7. If You Can't Stand to Lose – 4:14 (Rusty Young, John Cowan)
8. I Can Only Imagine – 5:09 (Paul Cotton)
9. Shake It – 4:53 (Jack Sundrud)
10. That's What Love Is All About – 3:45 (Craig Fuller, Rusty Young)
11. Running Horse – 4:07 (Paul Cotton)

## Musicisti
- Rusty Young - chitarra acustica, chitarra elettrica, dobro, banjo, chitarra lap steel, chitarra ritmica, chitarra pedal steel, voce, accompagnamento vocale
- Paul Cotton - chitarra acustica, chitarra elettrica, chitarra ritmica, voce, accompagnamento vocale
- Jack Sundrud - basso, voce, accompagnamento vocale
- George Grantham - batteria, percussioni, accompagnamento vocale

Ospiti
- Craig Fuller - chitarra acustica, armonie vocali, accompagnamento vocale
- Tony Harrell - tastiere
- Bill Lloyd - chitarra[6]